# Palazzo Grilli
Palazzo Grilli si trova a Pescocostanzo, in provincia dell'Aquila.

## Storia
Fu eretto dalla famiglia Grilli nel XVII secolo, baroni di Pietransieri (Roccaraso). Poi per vicende ereditarie passò alla famiglia De Capite, che ancora oggi ne è proprietaria. 
Nonostante il richiamo ad uno stile decisamente classico del portali e delle finestre, l'edificazione del palazzo risale agli ultimi decenni del Seicento. La linearità della struttura è spezzata dalle quattro torrette cantonali di difesa, i gaifi, in cima agli spigoli perimetrali. Il portale est, affumicato, ricorda l'incendio appiccato dai banditi nel 1674, con lo scopo di espugnare il palazzo.

## Descrizione
La struttura è rettangolare, con aspetto di palazzo fortificato. La facciata ha tre portali, dei quali il centrale decorato da una cornice di pietra. Un secondo portale principale è sul lato destro. Il palazzo è diviso in tre settori con una mansarda da due ordini di finestre semplici. Sugli angoli di svettano delle torri circolari con tegole sulla sommità. L'edificio costituisce un'importante testimonianza di palazzetto fortificato di paese; le garitte angolari con feritoie, presenti sui quattro spigoli del fabbricato, ancora oggi ricordano il problema degli attacchi di briganti, nel territorio montuoso abruzzese tra il XVII-XVIII secolo. A conferma del carattere difensivo del palazzo c'è l'iscrizione sulla soglia dell'ingresso, che recita INIUSTUM CAPIENT IN MALA MORTE V(IRUM) "Gli eventi sorprenderanno l'uomo empio in una brutta morte". Altre garitte difensive dello stesso tipo dovevano ornare i vicini palazzi Colecchi e Ricciardelli.

## Turismo
Il palazzo è rinomato per essere il principale albergo di Pescocostanzo dove alloggiarono gli appassionati di sci ed escursioni sulla Majella. Il palazzo è decorato da vasi di fiori su ogni balcone ed è stato restaurato un giardino pensile situato sull'edificio delle stalle, posto davanti alla facciata. Il giardino è decorato da un arco in pietra. La parte al piano terra del palazzo è usata invece come ristorante.